# Los Aldamas
Los Aldamas è un comune del Messico, situato nello stato di Nuevo León, il cui capoluogo è la località omonima.
Conta 1.292 abitanti (2015) e ha una estensione di 696,75 km².
Il nome ufficiale del comune è Villa de Santa María de los Aldamas, in onore dei fratelli Juan e Ignacio Aldamas, eroi dell'indipendenza nazionale con padre Hidalgo. Con il passare del tempo il nome del comune si è trasformato in Los Aldamas per motivi pratici.